# Haik Hovsepian Mehr

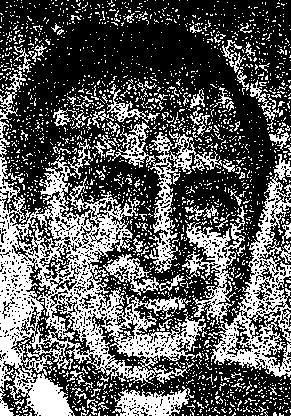
Haik Hovsepian Mehr, Bild vom Grabstein

Haik Hovsepian Mehr (armenisch Հայկ Հովսեփյան Մեհր Hajk Howsepjan Mehr, persisch هایک هوسپیانمهر Hayk Howsepyan-Mehr; * 6. Januar 1945 in Teheran; † 19. Januar 1994 ebenda) war ein iranisch-armenischer, auf Persisch predigender Pastor und Bischof der pfingstkirchlichen Dschama'at-e Rabbani (Versammlungen Gottes). Zudem war er als Kirchenmusiker Komponist und Lieddichter in persischer Sprache. Er predigte unter Muslimen und gewann unter ihnen etliche neue Anhänger. 1994 wurde er von Unbekannten ermordet, weshalb heute seiner als eines christlichen Märtyrers gedacht wird.

## Leben
Hovsepian wurde 1945 in Teheran in eine mittelständische iranisch-armenische Familie geboren, die der Armenischen Apostolischen Kirche angehörte. Er hatte drei jüngere Brüder, Edward, Roubik und George. Mit 15 Jahren trat er der pfingstkirchlichen Dschama'at-e Rabbani bei. Bald darauf wurde er zum Militär eingezogen und in Gorgan stationiert, einer Stadt in der nördlichen Provinz Māzandarān nahe dem Kaspischen Meer, wo er eine Hauskirche gründete. Als Haik 1966 seinen Militärdienst abgeschlossen hatte, heiratete er Takusch Ginagosian (heute anglisiert Takoosh). 1967 nahm er seinen ersten Dienst als Pastor in einer Pfingstgemeinde in Majidieh auf, einem Vorort von Teheran. Mit Unterstützung der Teheraner Gemeinde kehrte er noch im selben Jahr mit seiner Frau nach Gorgan zurück, um dort die von ihm gegründete Gemeinde weiter aufzubauen. Gorgan war praktisch ganz muslimisch mit nur wenigen assyrischen und armenischen Familien, doch fand Haik hier ein Haus im Besitz einer assyrischen Familie, das als Kirche genutzt worden war. Haik sammelte in der iranischen Pfingstkirche Geld, und das Haus konnte für die Gorganer Pfingstgemeinde erworben werden. 1969 erlitt Hovsepian auf dem Weg von Teheran nach Gorgan mit seiner Frau, ihrem gemeinsamen sechsmonatigen Kind und einer US-amerikanischen Missionarsfamilie einen tragischen Verkehrsunfall, als sie mit ihrem Auto in einen unbeleuchteten Traktor mit Anhänger rasten. Alle vier Kinder im Auto starben, und nur die Erwachsenen überlebten schwer verletzt – Haik und Takusch mit gebrochenen Beinen. Wider Erwarten erholten sich beide so, dass sie wieder normal gehen konnten. Nach seiner Rückkehr nach Gorgan war Haik Hovsepian wieder als Pastor aktiv und verbreitete das Evangelium unter Muslimen. Auf Grund dieser Tätigkeit wurde Haik wiederholt bedroht, und eine islamistische Gruppe namens Tablighat-e Islami brach mehrmals gewaltsam Gottesdienste ab, warf Steine durch Kirchenfenster und bedrohte Konvertiten. In den Tagen der Islamischen Revolution 1979 wurde ein Versuch von Islamisten, die Kirche niederzubrennen, von einem muslimischen Geistlichen vor Ort vereitelt.
Abgesehen davon, dass die US-amerikanischen Missionare ausgewiesen wurden, lief in den ersten Jahren nach der Islamischen Revolution das kirchliche Leben in der Pfingstgemeinde fast unverändert weiter. 1981 wurde Haik zum Generalsuperintendenten der Dschama'at-e Rabbani für den ganzen Iran gewählt und zog deshalb mit seiner Familie nach Teheran. Er stand nunmehr sieben persischsprachigen pfingstkirchlichen Gemeinden im Iran vor, doch kamen in dieser Zeit fünf weitere, neu gegründete hinzu. Haik sorgte zudem für eine stärkere Zusammenarbeit der iranischen Pfingstkirche mit anderen evangelikalen protestantischen Kirchen und wurde 1986 zum Vorsitzenden des neu gegründeten Rates der Protestantischen Kirchen des Iran gewählt. Er setzte sich stark ein für die Rechte der Christen im Iran einschließlich des Rechts auf Verkündigung der Frohen Botschaft zur Weitergabe des Glaubens an Muslime.
1993 war er einer von nur zwei Kirchenvorstehern, der gegenüber den islamischen Revolutionären eine Erklärung ablehnte, in der versichert werden sollte, dass keine Muslime oder Konvertiten muslimischer Herkunft in die Kirche gelassen würden. Er unterschrieb ebenso wenig eine Erklärung, in der er bestätigen sollte, dass Christen in der Islamischen Republik Iran alle Rechte besäßen. Vielmehr stellte er einen Bericht über die Verletzung der Religionsfreiheit im Iran zusammen und lud den UN-Sonderbeauftragten für Menschenrechte Reynaldo Galindo Pohl in den Iran ein, um über diese Menschenrechtsverletzungen mit evangelikalen Pastoren und Regierungsvertretern zu sprechen. An das iranische Ministerium für Kultur und islamische Führung stellte er die Forderung, dass die in der Verfassung von 1979 garantierten Rechte der religiösen Minderheiten von der Regierung eingehalten würden. Das Ministerium stellte dagegen an Bischof Haik Hovsepian und seine Pfingstkirche folgende Forderungen: Es dürfe keine Gottesdienste auf Persisch, also in der einzigen Amtssprache des Iran, geben, sondern lediglich auf Syrisch oder Armenisch, also in den Liturgiesprachen der traditionellen Kirchen. Die Gemeindemitglieder müssten Mitgliedskarten erhalten und diese zum Vorzeigen bereithalten. Mitgliederlisten mit vollständigen Adressen müssten den Behörden vorgelegt werden. Gottesdienste dürften nur am Sonntag stattfinden und nicht am Freitag, dem einzigen Feiertag, der aber der islamischen Religion vorbehalten sei. Nur Mitglieder dürften zu den sonntäglichen Gottesdiensten kommen. Neue Mitglieder dürften nur nach Benachrichtigung des Ministeriums für Kultur und islamische Führung aufgenommen werden. Haik Hovsepian widersprach sämtlichen Forderungen offen und kündigte an, diese „unmenschlichen und ungerechten“ Forderungen nicht zu befolgen. Er erklärte, die Kirchen seien offen für alle, die kommen wollten.

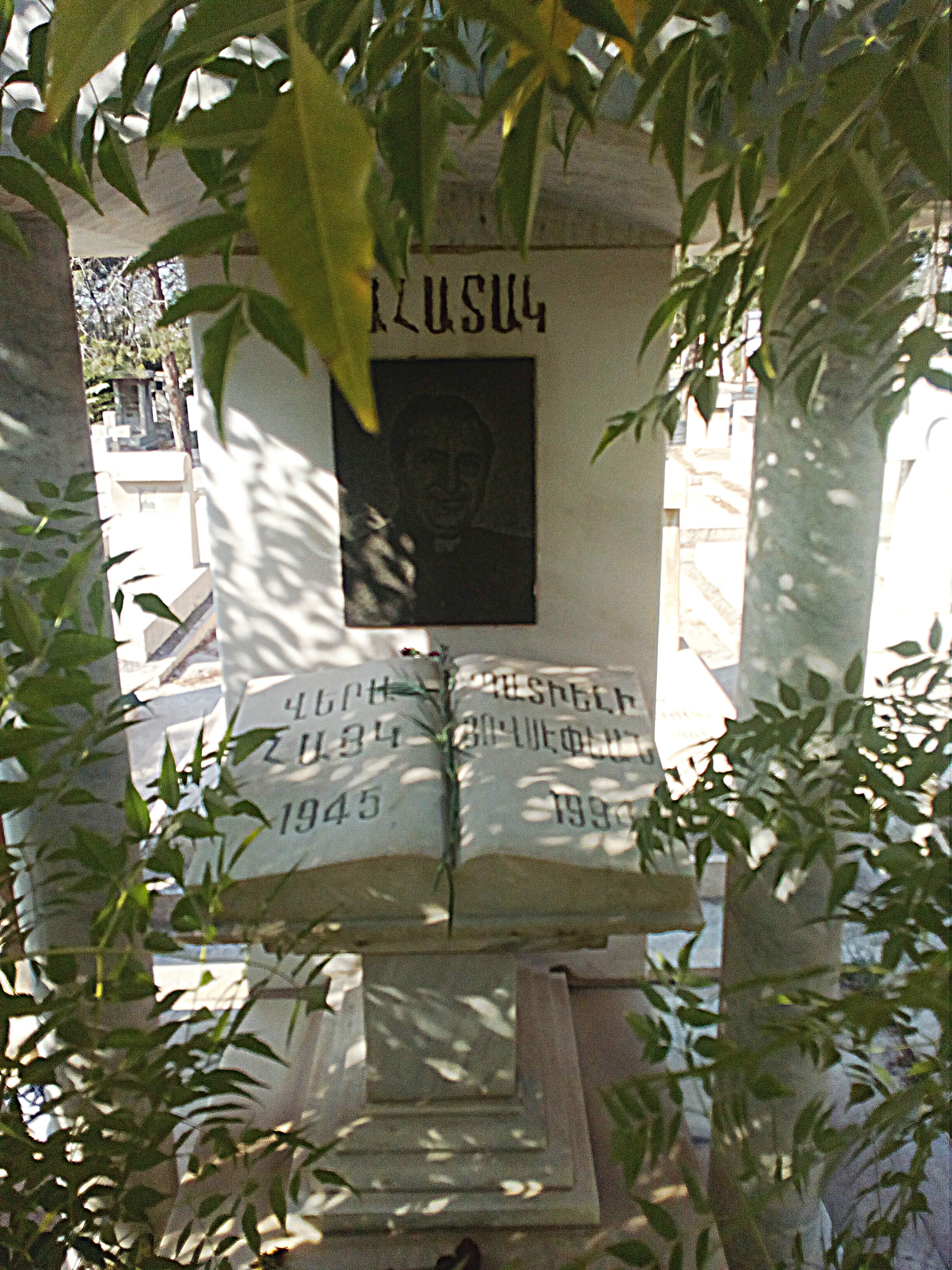
Obwohl Haik Hovsepians selbst großenteils auf Persisch kommunizierte, ist seine Grabstätte nur auf Armenisch beschriftet, das von den meisten Christen aus seiner Gemeinde nicht verstanden wird.

Als sein Freund und Kollege Mehdi Dibaj, der aus einer muslimischen Familie stammte und nun auch Pastor in einer Pfingstkirche war, ins Gefängnis kam und wegen Apostasie zum Tode verurteilt wurde, setzte sich Haik Hovsepian gemeinsam mit dem armenisch-evangelischen Pastor der Teheraner Johanneskirche, Tateos Michaelian, für seine Freilassung ein. Am 16. Januar 1994 wurde Mehdi Dibaj freigelassen, doch Haik Hovsepian verschwand drei Tage später spurlos. Am 30. Januar 1994 wurde seine Leiche mit zehn Stichwunden gefunden. Iranische Christen erklärten, die Regierung sei für den Mord verantwortlich, während die iranische Regierung dies entschieden verneinte. Niemand bekannte sich zu dieser Tat. Am 4. und 5. Juli 1994 wurden auch die verstümmelten Leichen von Tateos Michaelian und Mehdi Debadj aufgefunden, nachdem beide mehrere Tage vermisst worden waren. Am 6. Juli 1994 nahm die iranische Polizei eine Frau fest, die nach Angaben der Polizei im Verhör erklärte, zu den Volksmudschahedin (Moujahiden Khalq) zu gehören, und diese seien auch für den Mord an den beiden zuletzt verschwundenen christlichen Pastoren verantwortlich. Die iranische Regierung und die Volksmudschahedin beschuldigten sich danach gegenseitig, die Pastoren ermordet zu haben.
Haik Hovsepians Leichnam wurde 51 km östlich von Teheran unter Teilnahme mehrerer hundert Trauernder zu Grabe getragen. An einem Trauergottesdienst in Teheran nahmen fast 2000 Gläubige teil.

## Als begabter Evangelist unter Muslimen
Haik Hovsepian wird als begeisterter Christ beschrieben, der entschlossen war, möglichst viele Muslime für den Glauben an Jesus Christus zu gewinnen und hierzu seine Fähigkeiten als christlicher Apologet, Evangelist und Kirchenmusiker einzusetzen. Es heißt, dass er die Muslime liebte und diese seine Liebe spürten und so für die Liebe Jesu Christi zu gewinnen waren. Der christliche Autor Mark Bradley schreibt, dass sich Haik Hovsepian von ganzem Herzen danach sehnte, zu sehen, dass sich Muslime zu Christus wenden. Die christlichen Autoren der modernen Ausgabe von John Foxes Buch über die Märtyrer heben Hovsepians Gabe hervor, Muslime für Christus zu gewinnen, zugleich aber auch seinen Mut, den staatlichen Behörden des Iran zu widersprechen und das in der Scharia mit dem Tode bedrohte Verbot, Muslime zum Abfall vom Islam zu bringen, zu ignorieren und unvermindert weiter zu evangelisieren. Auch heben sie seine Begabung als Kirchenmusiker hervor, der etliche Kirchenlieder komponierte und die Texte dazu schrieb. So gehört hiernach Haik Hovsepian Mehr wie auch Mehdi Dibaj zu den bedeutendsten christlichen Märtyrern – Zeugen des Glaubens – der heutigen Zeit.

## Familie
Nach dem Tod ihres sechsmonatigen Kindes hatten Haik Hovsepian und Takusch noch vier Kinder: Rebekkah, Joseph, Gilbert und Andre. Bald nach Haiks Tod zog Takusch (Takoosh) mit ihren vier Kindern nach Kalifornien (Vereinigte Staaten), wo viele Iraner und Armenier leben, darunter zahlreiche alte Freunde und Verwandte aus Teheran. Auch Haiks Brüder haben den Iran verlassen, und zwei von ihnen sind als Pastoren tätig.